# 张坊镇 (浏阳市)
张坊镇为中国湖南省浏阳市下辖镇，由原张坊镇、上洪乡和人溪乡于1995年合并设立。辖域总面积319.8平方公里，下辖2个社区、8个行政村，总人口30,410人(2000年人口普查)。行政机构驻李白路。

## 历史
现张坊镇辖域在清朝为张家坊、上洪、彭家坊等墟市。1950年属浏阳县第四区，1956年改为张坊乡，1958年改为上游公社，1961年改为张坊公社，1983年覆为张坊乡，1992年建镇；
1995年,原张坊镇、上洪乡和人溪乡合并设立张坊镇。1997年辖新正街社区和张坊、禹门、太阳、茶林、守和、中塘、冬茅山、彭坊、白石、心田里、板溪、方石、石溪、安福、文竹、西溪、东村、上洪、梅岭、双坳、金钟、双溪、湖洋、七星、田村、古塘、富溪、铁页、突石、小溪、虎坳、山茶、七溪、立坪、红沙、杨林、洪塘、三桥、南雁39个行政村。2004年下辖东溪和上洪2个社区，白石、守和、彭坊、中塘、茶林、张坊、禹门、石溪、田村、西溪、双坳、双溪、金钟、富溪、小溪、虎坳、三桥、洪沙、七溪和七星20行政村。

## 地理

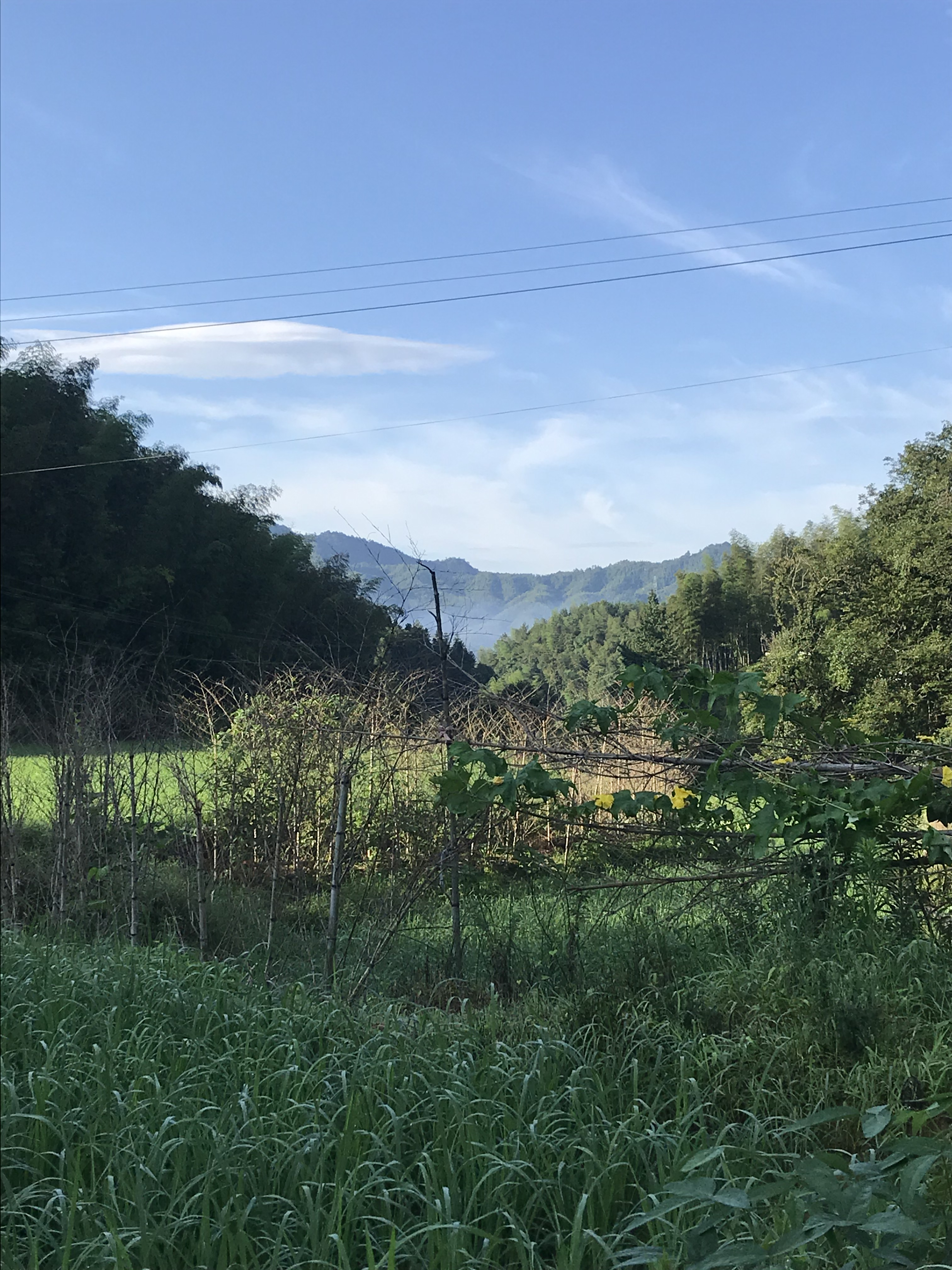
张坊镇的群山

张坊镇位于大围山西麓、浏阳市东部，地处湘赣二省交汇处、大围山国家森林公园南麓，其中，大围山的七星岭海拔1593米，为长沙地区海拔至高点所在地。辖境北与大围山镇接壤，西连官渡镇，南与小河乡交界，东与江西省铜鼓县排埠、万载县赤兴、仙源和白水乡毗邻。小溪河贯穿全镇，有板溪水库等人工湖泊。

## 现行行政区划
下辖2个社区、8个行政村，分别为上洪社区和张家坊社区，白石村、茶林村、富溪村、田溪村、江口村、陈桥村、人溪村和七星岭村。

## 文化旅游资源
张坊辖境地处大围山东麓，有极好的自然环境，大围山国家森林公园位于张坊镇。张坊也是革命老区，王首道、张藩、张翼翔等均出生于此，境内在录烈士有1080人。有湘鄂赣苏维埃政府驻地旧址、毛泽东遇险故地，王首道故居、李白烈士纪念馆等红色旅游资源。